# 사쿠라자카46
사쿠라자카46(일본어: 櫻坂46 사쿠라자카 훠티식쿠스[*])는 일본의 여성 아이돌 그룹으로, 2015년 8월 21일에 결성, 2020년 10월 13일을 기해 케야키자카46(일본어: 欅坂46 케야키자카 훠티식쿠스[*])로서 활동을 휴지했고 동년 10월 14일부터 활동을 개시했다.

## 개요

케야키자카46 시대의 로고

프로듀서 아키모토 야스시가 제작하는 노기자카46 관련 그룹이며, 운영 측은 〈사카미치 시리즈 제2탄〉이라 부르고 있다.
2015년 2월에 개최된 노기자카46의 라이브에서 〈노기자카46 신 프로젝트 멤버 1기생 모집 결정〉이 전격 발표되었다. 당초 〈토리이자카46〉라는 그룹 이름으로 멤버를 모집했으나, 최종 합격자 발표와 동시에 〈케야키자카46〉로 명칭을 변경했다. 운영 측은 명칭 변경 이유에 대해서는 밝히지 않았고, 노기자카46와의 관계에 대해서도 〈멤버가 만들어 간다〉라고만 밝혔다.
2020년 10월, 무관객 착신 라이브 〈케야키자카46 THE LAST LIVE〉로 5년간의 활동을 마친 케야키자카46는 그에 앞서 9월 20일 시부야 스크램블 교차로의 대형 비전에 새로운 그룹명을 〈사쿠라자카46〉라고 밝혔다. 그룹명의 유래는 도쿄도 미나토구 롯폰기에 있는 케야키자카와 병행하는 길이 사쿠라자카이기 때문이라고 여겨지고 있다.

## 약력

### 케야키자카46 시대
히라가나 케야키자카46의 약력에 관해서는 아래 본문에 참고.

#### 2015년
- 2월 22일, 노기자카46의 단독 라이브 《노기자카46 3rd YEAR BIRTHDAY LIVE》(세이부 돔)에서 〈노기자카46 신 프로젝트 멤버 1기생 모집 결정〉이 발표[3].
- 6월 27일, 〈노기자카46 신 프로젝트〉의 그룹명을 〈토리이자카46〉로 결정해, 1기생 멤버 오디션을 개최[4].
- 8월 21일, 오디션 응모자 22,509명 중 선발된 22명에 의해 토리이자카46이 결성. 동시에 그룹명을 〈케야키자카46〉로 변경[2].
- 활동이 본격화하기 전에 1명이 합격을 포기하여, 21명으로 활동 개시[1].
- 10월 5일(4일 심야), 그룹 첫 고정 TV 프로그램 《케야키라고 쓸 수 없어?》로의 방송을 시작[6].
- 11월 11일, 하라다 마유의 활동 포기를 발표.
- 11월 14일 · 15일, 팬을 처음 만나는 피로연 《오모테나시회》(Zepp DiverCity)를 개최.
- 11월 30일(29일 심야), 《케야키라고 쓸 수 없어?》의 방송 중 신멤버 나가하마 네루의 추가를 발표해, 21명으로서 활동.

#### 2016년
- 4월 6일, 소니 뮤직 레코드로부터 〈사일런트 머조리티〉로 CD 데뷔.
- 6월 27일, 히라가나 케야키자카46의 나가하마 네루가 칸지 케야키자카46의 겸임이 발표.
- 11월 24일, 《제67회 NHK 홍백가합전》 출장(출연)이 결정되었다[7].
- 12월 31일, 《제67회 NHK 홍백가합전》 첫 출장.

#### 2017년
- 9월 25일(24일 심야), 케야키자카46와 히라가나 케야키자카46 겸임한 나가하마 네루의 칸지 케야키자카46 승격을, 《케야키라고 쓸 수 없어?》의 방송 내에서 발표[8].
- 12월 31일, 《제68회 NHK 홍백가합전》 두 번째 출장.

#### 2018년
- 2월 21일, 사카미치 시리즈 제3장, 아키모토 야스시와 요시모토 흥업에 의해 아이돌 유닛 프로젝트 〈요시모토자카46〉의 활동이 발표되었다[9].
- 여름, 노기자카46, 케야키자카46, 히라가나 케야키자카46의 사카미치 시리즈 3 그룹 합동 오디션을 개최[10].
- 11월 29일, 사카미치 시리즈 3 그룹 합동 오디션의 합격자 39명의 배속처가 발표되어, 2기생로서 9명이 가입하게 되었다.
- 12월 10일, 일본 무도관에서 《오모테나시회》를 개최해, 2기생 9명이 피로했다.
- 12월 31일, 《제69회 NHK 홍백가합전》 세 번째 출장.

#### 2019년
- 12월 31일, 《제70회 NHK 홍백가합전》 네 번째 출장.

#### 2020년
- 2월 15일, 사카미치 연수생 멤버 중 정식으로 그룹 배속되는 것을 발표. 동년 2월 16일에는 《사카미치 연수생 배속발표 SHOWROOM》에서 2기생에 6명이 배속되었다.
- 7월 16일, 첫 무관중 원맨 라이브 《KEYAKIZAKA46 Live Online, but with YOU!》를 개최[11]. 같은 라이브에서 〈케야키자카46〉로서의 5년간의 역사에 막을 내려, 새로운 그룹명이 될 것이라고 발표했다[12].
- 8월 21일, 케야키자카46로서 마지막 싱글이 되는 〈누가 그 종을 울리는 것인가?〉를 전달 한정으로 발매[13].
- 10월 7일, 케야키자카46로서 첫 베스트 앨범 〈영원보다 긴 한 순간 ~그때, 확실히 존재했던 우리~〉가 발매[14].
- 10월 12일, 《케야키라고 쓸 수 없어?》의 방송을 종료.
- 10월 12일 · 13일, 케야키자카46로서의 마지막 라이브 《케야키자카46 THE LAST LIVE》를 무관중 라이브로서 개최. 이 라이브를 기해 케야키자카46로서의 활동 휴지[13].

### 사쿠라자카46 시대

#### 2020년
- 10월 14일, 이 일부터 〈사쿠라자카46〉로서 활동 개시[15].
- 10월 19일(18일 심야), 고정 TV 프로그램 《거기 돌면, 사쿠라자카?》로의 방송을 시작[16].
- 12월 9일, 사쿠라자카46로서의 첫 싱글 〈Nobody's fault〉가 발매[17].
- 12월 31일, 《제71회 NHK 홍백가합전》 다섯 번째 출장이자, 그룹명 개명으로서 첫 출장.

#### 2021년
- 1월 4일, 계속해서 스가이 유카가 캡틴을 맡고, 부캡틴은 모리야 아카네를 대신해 마츠다 리나가 취임하게 되었다[18].
- 12월 31일, 《제72회 NHK 홍백가합전》 여섯 번째 출장.

#### 2022년
- 11월 8일, 스가이 유카의 졸업에 수반해 11월 10일부터 마츠다 리나가 사쿠라자카46의 2대 캡틴에 취임하는 것이 발표되었다[19].

#### 2023년
- 1월 5일, 공식 사이트에서 3기생 멤버 오디션 합격자 11명의 가입이 발표[20].
- 3월 4일 · 5일, 피아 아레나 MM에서 《3기생 오모테나시회》를 개최.
- 12월 31일, 《제74회 NHK 홍백가합전》 2년 만에 일곱 번째 출장.

#### 2024년
- 12월 31일, 《제75회 NHK 홍백가합전》 여덟 번째 출장.

## 멤버

### 현 멤버
| 이름            | 일본어 표기 | 요미가나        | 생년월일               | 출신지      | 가입기 | 비고     |
| --------------- | ----------- | --------------- | ---------------------- | ----------- | ------ | -------- |
| 이노우에 리나   | 井上梨名    | いのうえ りな   | 2001년 1월 29일(24세)  | 효고현      | 2기    |          |
| 엔도 히카리     | 遠藤光莉    | えんどう ひかり | 1999년 4월 17일(26세)  | 가나가와현  | 2기    |          |
| 오오조노 레이   | 大園玲      | おおぞの れい   | 2000년 4월 18일(25세)  | 가고시마현  | 2기    |          |
| 오오누마 아키호 | 大沼晶保    | おおぬま あきほ | 1999년 10월 12일(25세) | 시즈오카현  | 2기    |          |
| 코사카 마리노   | 幸阪茉里乃  | こうさか まりの | 2002년 12월 19일(22세) | 미에현      | 2기    |          |
| 타케모토 유이   | 武元唯衣    | たけもと ゆい   | 2002년 3월 23일(23세)  | 시가현      | 2기    |          |
| 타무라 호노     | 田村保乃    | たむら ほの     | 1998년 10월 21일(26세) | 오사카부    | 2기    | 최연장자 |
| 후지요시 카린   | 藤吉夏鈴    | ふじよし かりん | 2001년 8월 29일(23세)  | 오사카 부   | 2기    |          |
| 마스모토 키라   | 増本綺良    | ますもと きら   | 2002년 1월 12일(23세)  | 효고 현     | 2기    |          |
| 마츠다 리나     | 松田里奈    | まつだ りな     | 1999년 10월 13일(25세) | 미야자키현  | 2기    | 2대 캡틴 |
| 모리타 히카루   | 森田ひかる  | もりた ひかる   | 2001년 8월 10일(23세)  | 후쿠오카현  | 2기    |          |
| 모리야 레나     | 守屋麗奈    | もりや れな     | 2000년 1월 2일(25세)   | 도쿄도      | 2기    |          |
| 야마사키 텐     | 山﨑天      | やまさき てん   | 2005년 9월 28일(19세)  | 오사카 부   | 2기    |          |
| 이시모리 리카   | 石森璃花    | いしもり りか   | 2002년 1월 13일(23세)  | 군마현      | 3기    |          |
| 엔도 리코       | 遠藤理子    | えんどう りこ   | 2006년 1월 9일(19세)   | 사이타마현  | 3기    |          |
| 오다쿠라 레이나 | 小田倉麗奈  | おだくら れいな | 2004년 7월 25일(20세)  | 도쿄 도     | 3기    |          |
| 코지마 나기사   | 小島凪紗    | こじま なぎさ   | 2005년 7월 7일(19세)   | 나가노현    | 3기    |          |
| 타니구치 아이리 | 谷口愛季    | たにぐち あいり | 2005년 4월 12일(20세)  | 야마구치현  | 3기    |          |
| 나카시마 유즈키 | 中嶋優月    | なかしま ゆづき | 2003년 2월 17일(22세)  | 후쿠오카 현 | 3기    |          |
| 마토노 미오     | 的野美青    | まとの みお     | 2006년 11월 8일(18세)  | 후쿠오카 현 | 3기    |          |
| 무카이 이토하   | 向井純葉    | むかい いとは   | 2006년 5월 6일(19세)   | 히로시마현  | 3기    |          |
| 무라이 유우     | 村井優      | むらい ゆう     | 2004년 8월 18일(20세)  | 도쿄 도     | 3기    |          |
| 무라야마 미우   | 村山美羽    | むらやま みう   | 2005년 2월 25일(20세)  | 도쿄 도     | 3기    |          |
| 야마시타 시즈키 | 山下瞳月    | やました しづき | 2005년 1월 22일(20세)  | 교토부      | 3기    |          |
| 아사이 코노미   | 浅井恋乃未  | あさい このみ   | 2004년 12월 22일(20세) | 사이타마 현 | 4기    |          |
| 이나구마 히나   | 稲熊ひな    | いなぐま ひな   | 2006년 3월 9일(19세)   | 아이치현    | 4기    |          |
| 카츠마타 하루   | 勝又春      | かつまた はる   | 2004년 1월 24일(21세)  | 교토 부     | 4기    |          |
| 사토 네오       | 佐藤愛桜    | さとう ねお     | 2006년 12월 1일(18세)  | 사가현      | 4기    |          |
| 나카가와 치히로 | 中川智尋    | なかがわ ちひろ | 2007년 9월 16일(17세)  | 나가사키현  | 4기    |          |
| 마츠모토 와코   | 松本和子    | まつもと わこ   | 2005년 2월 6일(20세)   | 지바현      | 4기    |          |
| 메구로 히이로   | 目黒陽色    | めぐろ ひいろ   | 2006년 1월 24일(19세)  | 사이타마 현 | 4기    |          |
| 야마카와 우이   | 山川宇衣    | やまかわ うい   | 2005년 9월 19일(19세)  | 미야기현    | 4기    |          |
| 야마다 모모미   | 山田桃実    | やまだ ももみ   | 2008년 7월 20일(16세)  | 오카야마현  | 4기    | 최연소   |

### 전 멤버
| 이름            | 일본어 표기 | 요미가나        | 생년월일               | 출신지      | 졸업·탈퇴일         | 가입기 | 현재 소속 사무소       | 비고                 |
| --------------- | ----------- | --------------- | ---------------------- | ----------- | ------------------- | ------ | ---------------------- | -------------------- |
| 스즈키 미즈호   | 鈴木泉帆    | すずき みずほ   | 2000년 10월 7일(24세)  | 아이치 현   | 본격 활동 개시 이전 | 1기    | -                      |                      |
| 하라다 마유     | 原田まゆ    | はらだ まゆ     | 1998년 5월 2일(27세)   | 도쿄 도     | 2015년 11월 11일    | 1기    | -                      |                      |
| 이마이즈미 유이 | 今泉佑唯    | いまいずみ ゆい | 1998년 9월 30일(26세)  | 가나가와 현 | 2018년 11월 4일     | 1기    | -                      | 개인활동중           |
| 시다 마나카     | 志田愛佳    | しだ まなか     | 1998년 11월 23일(26세) | 니가타현    | 2018년 11월 16일    | 1기    | ONPA JAPAN             | 개인활동중           |
| 요네타니 나나미 | 米谷奈々未  | よねたに ななみ | 2000년 2월 24일(25세)  | 오사카 부   | 2019년 2월 10일     | 1기    | -                      |                      |
| 나가하마 네루   | 長濱ねる    | ながはま ねる   | 1998년 9월 4일(26세)   | 나가사키 현 | 2019년 7월 30일     | 1.5기  | Seed & Flower 합동회사 | 개인활동중           |
| 오다 나나       | 織田奈那    | おだ なな       | 1998년 6월 4일(27세)   | 시즈오카 현 | 2020년 1월 23일     | 1기    | GROVE 주식회사         | 개인활동중           |
| 스즈모토 미유   | 鈴本美愉    | すずもと みゆ   | 1997년 12월 5일(27세)  | 아이치현    | 2020년 1월 23일     | 1기    | -                      |                      |
| 히라테 유리나   | 平手友梨奈  | ひらて ゆりな   | 2001년 6월 25일(24세)  | 아이치 현   | 2020년 1월 23일     | 1기    | 주식회사 클라우드 나인 | 개인활동중           |
| 나가사와 나나코 | 長沢菜々香  | ながさわ ななこ | 1997년 4월 23일(28세)  | 야마가타현  | 2020년 3월 31일     | 1기    | INCUBATION             | 개인활동중           |
| 이시모리 니지카 | 石森虹花    | いしもり にじか | 1997년 5월 7일(28세)   | 미야기 현   | 2020년 9월 30일     | 1기    | A-Light                | 개인활동중           |
| 사토 시오리     | 佐藤詩織    | さとう しおり   | 1996년 11월 16일(28세) | 도쿄 도     | 2020년 10월 13일    | 1기    | -                      |                      |
| 마츠다이라 리코 | 松平璃子    | まつだいら りこ | 1998년 5월 5일(27세)   | 도쿄 도     | 2021년 3월 14일     | 2기    | Peach                  | 개인활동중           |
| 모리야 아카네   | 守屋茜      | もりや あかね   | 1997년 11월 12일(27세) | 미야기 현   | 2021년 12월 19일    | 1기    | 텐캐럿                 | 개인활동중           |
| 와타나베 리카   | 渡辺梨加    | わたなべ りか   | 1995년 5월 16일(30세)  | 이바라키현  | 2021년 12월 19일    | 1기    | 주식회사 콜라록        |                      |
| 와타나베 리사   | 渡邉理佐    | わたなべ りさ   | 1998년 7월 27일(26세)  | 이바라키 현 | 2022년 5월 22일     | 1기    | -                      |                      |
| 하라다 아오이   | 原田葵      | はらだ あおい   | 2000년 5월 7일(25세)   | 도쿄 도     | 2022년 6월 11일     | 1기    | -                      | 現 후지 TV 아나운서  |
| 오제키 리카     | 尾関梨香    | おぜき りか     | 1997년 10월 7일(27세)  | 가나가와 현 | 2022년 9월 11일     | 1기    | -                      |                      |
| 스가이 유카     | 菅井友香    | すがい ゆうか   | 1995년 11월 29일(29세) | 도쿄 도     | 2022년 11월 9일     | 1기    | 탑코트                 | 1대 캡틴, 개인활동중 |
| 세키 유미코     | 関有美子    | せき ゆみこ     | 1998년 6월 29일(27세)  | 후쿠오카 현 | 2023년 4월 30일     | 2기    | -                      |                      |
| 하부 미즈호     | 土生瑞穗    | はぶ みづほ     | 1997년 7월 7일(27세)   | 도쿄 도     | 2023년 11월 25일    | 1기    | ACE CREW 엔터테인먼트  | 개인활동중           |
| 코바야시 유이   | 小林由依    | こばやし ゆい   | 1999년 10월 23일(25세) | 사이타마 현 | 2024년 2월 1일      | 1기    | Seed & Flower 합동회사 | 개인활동중           |
| 사이토 후유카   | 齋藤冬優花  | さいとう ふゆか | 1998년 2월 15일(27세)  | 도쿄 도     | 2025년 1월 13일     | 1기    | INFINITY               | 개인활동중           |
| 우에무라 리나   | 上村莉菜    | うえむら りな   | 1997년 1월 4일(28세)   | 지바 현     | 2025년 2월 16일     | 1기    | -                      |                      |
| 코이케 미나미   | 小池美波    | こいけ みなみ   | 1998년 11월 14일(26세) | 효고 현     | 2025년 5월 30일     | 1기    | -                      |                      |

### 역대 캡틴 · 부캡틴
| 기간                             | 캡틴         | 부캡틴        |
| 케야키자카46                     | 케야키자카46 | 케야키자카46  |
| -------------------------------- | ------------ | ------------- |
| 2017년 1월 21일 - 2021년 1월 3일 | 스가이 유카  | 모리야 아카네 |
| 사쿠라자카46                     |              |               |
| 2021년 1월 4일 - 2022년 11월 9일 | 스가이 유카  | 마츠다 리나   |
| 2022년 11월 10일 - 현재          | 마츠다 리나  | (공석)        |

### 선발

#### 케야키자카46 시대
- ◎ - 센터
- ○ - 프론트
- ▲ - 2열
- ◼︎ - 3열
- × - 불명

| 이름            | 가입기 | 1st    | 2nd    | 3rd    | 4th    | 5th    | 6th    | 7th    | 8th    | LAST |
| --------------- | ------ | ------ | ------ | ------ | ------ | ------ | ------ | ------ | ------ | ---- |
| 우에무라 리나   | 1기    | ◼︎      | ◼︎      | ◼︎      | ○      | ◼︎      | ▲      | ▲      | ◼︎      | ×    |
| 오제키 리카     | 1기    | ▲      | ◼︎      | ◼︎      | ◼︎      | ○      | ▲      | ◼︎      | ◼︎      | ×    |
| 코이케 미나미   | 1기    | ◼︎      | ◼︎      | ○      | ◼︎      | ▲      | ○      | ▲      | ○      | ×    |
| 코바야시 유이   | 1기    | ○      | ▲      | ▲      | ▲      | ○      | ○      | ○      | ○      | ×    |
| 사이토 후유카   | 1기    | ◼︎      | ◼︎      | ○      | ◼︎      | ◼︎      | ◼︎      | ◼︎      | ◼︎      | ×    |
| 스가이 유카     | 1기    | ▲      | ▲      | ▲      | ○      | ○      | ▲      | ▲      | ▲      | ×    |
| 하부 미즈호     | 1기    | ▲      | ▲      | ◼︎      | ◼︎      | ○      | ○      | ○      | ▲      | ×    |
| 하라다 아오이   | 1기    | ◼︎      | ◼︎      | ○      | ◼︎      | ▲      | ◼︎      | 휴지   | 휴지   | ×    |
| 모리야 아카네   | 1기    | ▲      | ▲      | ○      | ▲      | ▲      | ▲      | ◼︎      | ▲      | ×    |
| 와타나베 리카   | 1기    | ○      | ○      | ▲      | ▲      | ▲      | ▲      | ◼︎      | ◼︎      | ×    |
| 와타나베 리사   | 1기    | ▲      | ○      | ▲      | ▲      | ▲      | ○      | ○      | ▲      | ×    |
| 이노우에 리나   | 2기    | 미가입 | 미가입 | 미가입 | 미가입 | 미가입 | 미가입 | 미가입 | 미가입 | ×    |
| 세키 유미코     | 2기    | 미가입 | 미가입 | 미가입 | 미가입 | 미가입 | 미가입 | 미가입 | 미가입 | ×    |
| 타케모토 유이   | 2기    | 미가입 | 미가입 | 미가입 | 미가입 | 미가입 | 미가입 | 미가입 | 미가입 | ×    |
| 타무라 호노     | 2기    | 미가입 | 미가입 | 미가입 | 미가입 | 미가입 | 미가입 | 미가입 | 미가입 | ×    |
| 후지요시 카린   | 2기    | 미가입 | 미가입 | 미가입 | 미가입 | 미가입 | 미가입 | 미가입 | 미가입 | ×    |
| 마츠다 리나     | 2기    | 미가입 | 미가입 | 미가입 | 미가입 | 미가입 | 미가입 | 미가입 | 미가입 | ×    |
| 마츠다이라 리코 | 2기    | 미가입 | 미가입 | 미가입 | 미가입 | 미가입 | 미가입 | 미가입 | 미가입 | ×    |
| 모리타 히카루   | 2기    | 미가입 | 미가입 | 미가입 | 미가입 | 미가입 | 미가입 | 미가입 | 미가입 | ×    |
| 야마사키 텐     | 2기    | 미가입 | 미가입 | 미가입 | 미가입 | 미가입 | 미가입 | 미가입 | 미가입 | ×    |
| 엔도 히카리     | 2기    | 미가입 | 미가입 | 미가입 | 미가입 | 미가입 | 미가입 | 미가입 | 미가입 | ×    |
| 오오조노 레이   | 2기    | 미가입 | 미가입 | 미가입 | 미가입 | 미가입 | 미가입 | 미가입 | 미가입 | ×    |
| 오오누마 아키호 | 2기    | 미가입 | 미가입 | 미가입 | 미가입 | 미가입 | 미가입 | 미가입 | 미가입 | ×    |
| 코사카 마리노   | 2기    | 미가입 | 미가입 | 미가입 | 미가입 | 미가입 | 미가입 | 미가입 | 미가입 | ×    |
| 마스모토 키라   | 2기    | 미가입 | 미가입 | 미가입 | 미가입 | 미가입 | 미가입 | 미가입 | 미가입 | ×    |
| 모리야 레나     | 2기    | 미가입 | 미가입 | 미가입 | 미가입 | 미가입 | 미가입 | 미가입 | 미가입 | ×    |
| 전 멤버         | 가입기 | 1st    | 2nd    | 3rd    | 4th    | 5th    | 6th    | 7th    | 8th    | LAST |
| 이마이즈미 유이 | 1기    | ○      | ○      | ▲      | ▲      | ◼︎      | ○      | 불참가 | 졸업   | 졸업 |
| 시다 마나카     | 1기    | ▲      | ○      | ▲      | ▲      | ▲      | ▲      | 휴지   | 졸업   | 졸업 |
| 요네타니 나나미 | 1기    | ◼︎      | ◼︎      | ◼︎      | ○      | ◼︎      | ◼︎      | ◼︎      | 졸업   | 졸업 |
| 나가하마 네루   | 1.5기  | 미가입 | ▲      | ▲      | ○      | ○      | ▲      | ▲      | ◼︎      | 졸업 |
| 오다 나나       | 1기    | ◼︎      | ◼︎      | ◼︎      | ○      | ◼︎      | ◼︎      | ◼︎      | ▲      | 졸업 |
| 스즈모토 미유   | 1기    | ○      | ▲      | ○      | ▲      | ○      | ○      | ○      | ◼︎      | 졸업 |
| 히라테 유리나   | 1기    | ◎      | ◎      | ◎      | ◎      | ◎      | ◎      | ◎      | ◎      | 탈퇴 |
| 나가사와 나나코 | 1기    | ◼︎      | ◼︎      | ◼︎      | ○      | ◼︎      | ◼︎      | ▲      | ◼︎      | 졸업 |
| 이시모리 니지카 | 1기    | ◼︎      | ◼︎      | ◼︎      | ○      | ◼︎      | ◼︎      | ◼︎      | ○      | ×    |
| 사토 시오리     | 1기    | ◼︎      | ◼︎      | ○      | ◼︎      | ◼︎      | ◼︎      | ◼︎      | ○      | ×    |

#### 사쿠라자카46 시대
- ◎ - 센터
- ○ - 1열
- ▲ - 2열
- ◼︎ - 3열

| 이름            | 가입기 | 1st    | 2nd    | 3rd    | 4th    | 5th    | 6th    | 7th    | 8th    | 9th    | 10th   | 11th   | 12th |
| --------------- | ------ | ------ | ------ | ------ | ------ | ------ | ------ | ------ | ------ | ------ | ------ | ------ | ---- |
| 이노우에 리나   | 2기    |        | ■      |        | ■      | ■      | ■      |        | ■      | ■      |        |        |      |
| 엔도 히카리     | 2기    |        |        |        |        |        | 휴지   | 휴지   |        |        |        |        |      |
| 오오조노 레이   | 2기    | ■      | ■      | ■      | ■      | ▲      | ■      | ▲      | ■      | ▲      | ■      | ■      | ■    |
| 오오누마 아키호 | 2기    |        |        |        |        |        | ■      |        |        |        |        |        |      |
| 코사카 마리노   | 2기    |        |        |        |        |        | ■      |        |        |        |        |        |      |
| 타케모토 유이   | 2기    | ■      |        | ■      | ■      | ■      | ■      | ■      |        |        | ■      |        |      |
| 타무라 호노     | 2기    | ▲      | ▲      | ◎      | ○      | ▲      | ○      | ▲      | ▲      | ○      | ▲      | ▲      | ○    |
| 후지요시 카린   | 2기    | ▲      | ▲      | ■      | ▲      | ▲      | ◎      | ▲      | ○      | ▲      | ▲      | ○      | ▲    |
| 마스모토 키라   | 2기    |        |        |        |        | ■      | ▲      | ■      | ■      |        |        |        |      |
| 마츠다 리나     | 2기    | ■      | ■      | ■      | ■      | ■      | ▲      | ■      | ■      | ■      | ■      | ■      | ■    |
| 모리타 히카루   | 2기    | ◎      | ◎      | ○      | ○      | ▲      | ○      | ◎      | ○      | ▲      | ○      | ◎      | ▲    |
| 모리야 레나     | 2기    |        | ■      | ■      | ▲      | ◎      | ○      | ▲      | ▲      | ○      | ▲      | ▲      | ▲    |
| 야마사키 텐     | 2기    | ▲      | ▲      | ○      | ◎      | ▲      | ○      | ▲      | ◎      | ▲      | ▲      | ○      | ○    |
| 이시모리 리카   | 3기    | 미가입 | 미가입 | 미가입 | 미가입 |        |        |        |        |        |        | ■      |      |
| 엔도 리코       | 3기    | 미가입 | 미가입 | 미가입 | 미가입 |        |        |        |        |        |        |        |      |
| 오다쿠라 레이나 | 3기    | 미가입 | 미가입 | 미가입 | 미가입 |        |        |        |        |        |        |        |      |
| 코지마 나기사   | 3기    | 미가입 | 미가입 | 미가입 | 미가입 |        |        |        |        |        |        |        |      |
| 타니구치 아이리 | 3기    | 미가입 | 미가입 | 미가입 | 미가입 |        |        | ○      | ▲      | ■      | ▲      | ▲      | ■    |
| 나카시마 유즈키 | 3기    | 미가입 | 미가입 | 미가입 | 미가입 |        |        | ■      | ■      | ■      | ■      |        | ■    |
| 마토노 미오     | 3기    | 미가입 | 미가입 | 미가입 | 미가입 |        |        |        | ■      | ▲      | ○      | ▲      | ◎    |
| 무카이 이토하   | 3기    | 미가입 | 미가입 | 미가입 | 미가입 |        |        |        |        |        | ■      | ■      | ■    |
| 무라이 유우     | 3기    | 미가입 | 미가입 | 미가입 | 미가입 |        |        | ■      | ▲      | ■      |        | ■      | ▲    |
| 무라야마 미우   | 3기    | 미가입 | 미가입 | 미가입 | 미가입 |        |        |        |        | ■      | ■      | ■      | ■    |
| 야마시타 시즈키 | 3기    | 미가입 | 미가입 | 미가입 | 미가입 |        |        | ○      | ▲      | ◎      | ◎      | ▲      | ▲    |
| 아사이 코노미   | 4기    | 미가입 | 미가입 | 미가입 | 미가입 | 미가입 | 미가입 | 미가입 | 미가입 | 미가입 | 미가입 | 미가입 |      |
| 이나구마 히나   | 4기    | 미가입 | 미가입 | 미가입 | 미가입 | 미가입 | 미가입 | 미가입 | 미가입 | 미가입 | 미가입 | 미가입 |      |
| 카츠마타 하루   | 4기    | 미가입 | 미가입 | 미가입 | 미가입 | 미가입 | 미가입 | 미가입 | 미가입 | 미가입 | 미가입 | 미가입 |      |
| 사토 네오       | 4기    | 미가입 | 미가입 | 미가입 | 미가입 | 미가입 | 미가입 | 미가입 | 미가입 | 미가입 | 미가입 | 미가입 |      |
| 나카가와 치히로 | 4기    | 미가입 | 미가입 | 미가입 | 미가입 | 미가입 | 미가입 | 미가입 | 미가입 | 미가입 | 미가입 | 미가입 |      |
| 마츠모토 와코   | 4기    | 미가입 | 미가입 | 미가입 | 미가입 | 미가입 | 미가입 | 미가입 | 미가입 | 미가입 | 미가입 | 미가입 |      |
| 메구로 히이로   | 4기    | 미가입 | 미가입 | 미가입 | 미가입 | 미가입 | 미가입 | 미가입 | 미가입 | 미가입 | 미가입 | 미가입 |      |
| 야마카와 우이   | 4기    | 미가입 | 미가입 | 미가입 | 미가입 | 미가입 | 미가입 | 미가입 | 미가입 | 미가입 | 미가입 | 미가입 |      |
| 야마다 모모미   | 4기    | 미가입 | 미가입 | 미가입 | 미가입 | 미가입 | 미가입 | 미가입 | 미가입 | 미가입 | 미가입 | 미가입 |      |
| 전 멤버         | 가입기 | 1st    | 2nd    | 3rd    | 4th    | 5th    | 6th    | 7th    | 8th    | 9th    | 10th   | 11th   | 12th |
| 마츠다이라 리코 | 2기    |        | 졸업   | 졸업   | 졸업   | 졸업   | 졸업   | 졸업   | 졸업   | 졸업   | 졸업   | 졸업   | 졸업 |
| 모리야 아카네   | 1기    | ■      |        |        | 졸업   | 졸업   | 졸업   | 졸업   | 졸업   | 졸업   | 졸업   | 졸업   | 졸업 |
| 와타나베 리카   | 1기    |        | ■      | ▲      | 졸업   | 졸업   | 졸업   | 졸업   | 졸업   | 졸업   | 졸업   | 졸업   | 졸업 |
| 와타나베 리사   | 1기    | ○      | ○      | ▲      | ▲      | 졸업   | 졸업   | 졸업   | 졸업   | 졸업   | 졸업   | 졸업   | 졸업 |
| 하라다 아오이   | 1기    |        |        |        |        | 졸업   | 졸업   | 졸업   | 졸업   | 졸업   | 졸업   | 졸업   | 졸업 |
| 오제키 리카     | 1기    | ■      |        |        |        | 졸업   | 졸업   | 졸업   | 졸업   | 졸업   | 졸업   | 졸업   | 졸업 |
| 스가이 유카     | 1기    | ▲      | ▲      | ▲      | 불참가 | 졸업   | 졸업   | 졸업   | 졸업   | 졸업   | 졸업   | 졸업   | 졸업 |
| 세키 유미코     | 2기    |        |        |        | ■      |        | 졸업   | 졸업   | 졸업   | 졸업   | 졸업   | 졸업   | 졸업 |
| 하부 미즈호     | 1기    | ■      | ■      | ▲      | ■      | ■      | ▲      | ■      | 졸업   | 졸업   | 졸업   | 졸업   | 졸업 |
| 코바야시 유이   | 1기    | ○      | ○      | ▲      | ▲      | ○      | ▲      | ▲      | 졸업   | 졸업   | 졸업   | 졸업   | 졸업 |
| 사이토 후유카   | 1기    |        |        |        |        |        | ■      |        |        |        |        | 졸업   | 졸업 |
| 우에무라 리나   | 1기    |        |        |        | ▲      |        | ▲      |        |        |        |        | 졸업   | 졸업 |
| 코이케 미나미   | 1기    | ▲      | ▲      | ■      | ▲      | ○      | ▲      | ■      | 휴지   |        |        |        | 졸업 |

## 음반 목록

### 싱글
케야키자카46
| 순서         | 발매일           | 타이틀                                     | 최고 순위    | 오리콘 판매량 | 빌보드 재팬 판매 |              |
| Sony Records | Sony Records     | Sony Records                               | Sony Records | Sony Records  | Sony Records     | Sony Records |
| ------------ | ---------------- | ------------------------------------------ | ------------ | ------------- | ---------------- | ------------ |
| 1            | 2016년 4월 6일   | サイレントマジョリティー 사일런트 머조리티 | 1위          | 441,343       |                  |              |
| 2            | 2016년 8월 10일  | 世界には愛しかない 세상에는 사랑밖에 없어  | 1위          | 448,875       | 484,102          |              |
| 3            | 2016년 11월 30일 | 二人セゾン 두 사람의 계절                  | 1위          | 615,149       | 685,018          |              |
| 4            | 2017년 4월 5일   | 不協和音 불협화음                          | 1위          | 781,299       | 824,896          |              |
| 5            | 2017년 10월 25일 | 風に吹かれても 바람에 휘날려도             | 1위          | 820,821       | 911,977          |              |
| 6            | 2018년 3월 7일   | ガラスを割れ! 유리를 깨라!                 | 1위          | 957,568       | 1,029,886        |              |
| 7            | 2018년 8월 15일  | アンビバレント 앰비벌런트                  | 1위          | 970,282       | 1,055,128        |              |
| 8            | 2019년 2월 27일  | 黒い羊 검은 양                             | 1위          | 750,382       | 745,566          |              |

사쿠라자카46
| 순서         | 발매일           | 타이틀                                              | 최고 순위    | 오리콘 판매량 | 빌보드 재팬 판매 |              |
| Sony Records | Sony Records     | Sony Records                                        | Sony Records | Sony Records  | Sony Records     | Sony Records |
| ------------ | ---------------- | --------------------------------------------------- | ------------ | ------------- | ---------------- | ------------ |
| 1            | 2020년 12월 9일  | Nobody's fault 노바디'즈 폴트                       | 1위          |               |                  |              |
| 2            | 2021년 4월 14일  | BAN 반                                              | 1위          |               |                  |              |
| 3            | 2021년 10월 13일 | 流れ弾 유탄                                         | 1위          |               |                  |              |
| 4            | 2022년 4월 6일   | 五月雨よ 오월비여                                   | 1위          |               |                  |              |
| 5            | 2023년 2월 15일  | 桜月 음력 3월                                       | 1위          |               |                  |              |
| 6            | 2023년 6월 28일  | Start over! 스타트 오버!                            | 1위          |               |                  |              |
| 7            | 2023년 10월 18일 | 承認欲求 승인욕구                                   | 1위          |               |                  |              |
| 8            | 2024년 2월 21일  | 何歳の頃に戻りたいのか? 몇 살 때로 돌아가고 싶은가? | 1위          |               |                  |              |
| 9            | 2024년 6월 26일  | 自業自得 자업자득                                   | 2위          |               |                  |              |
| 10           | 2024년 10월 23일 | I want tomorrow to come 아이 원트 투모로우 투 컴    | 1위          |               |                  |              |
| 11           | 2025년 2월 19일  | UDAGAWA GENERATION 우다가와 제네레이션              | 1위          |               |                  |              |
| 12           | 2025년 6월 25일  | Make or Break 메이크 오어 브레이크                  | 1위          |               |                  |              |

### 전달 한정
케야키자카46
|              | 발매일          | 타이틀                                              | 비고                              |
| Sony Records | Sony Records    | Sony Records                                        | Sony Records                      |
| ------------ | --------------- | --------------------------------------------------- | --------------------------------- |
| 1            | 2019년 10월 2일 | 角を曲がる 모퉁이를 돌다                            | 영화 〈히비키 -HIBIKI-〉 주제가   |
| 2            | 2020년 8월 21일 | 誰がその鐘を鳴らすのか? 누가 그 종을 울리는 것인가? | 케야키자카46 명의로서 마지막 싱글 |

사쿠라자카46
|              | 발매일           | 타이틀               | 비고 |
| Sony Records | Sony Records     | Sony Records         | Sony Records                                                                                                  |
| ------------ | ---------------- | -------------------- | --- |
| 1            | 2022년 11월 8일  | その日まで 그 날까지 | |
| 2            | 2024년 10월 18일 | ピッカーン! 피칸!    | TV 애니메이션 〈포켓몬스터〉 엔딩 테마 Giga & TeddyLoid meets 마츠다 리나 & 모리타 히카루 (사쿠라자카46) 명의 |

### 앨범

#### 오리지널 앨범
케야키자카46
| 순서         | 발매일          | 타이틀                                               | 최고 순위    | 오리콘 판매량 | 빌보드 재팬 판매 |              |
| Sony Records | Sony Records    | Sony Records                                         | Sony Records | Sony Records  | Sony Records     | Sony Records |
| ------------ | --------------- | ---------------------------------------------------- | ------------ | ------------- | ---------------- | ------------ |
| 1            | 2017년 7월 19일 | 真っ白なものは汚したくなる 새하얀 것은 더럽히고 싶어 | 1위          | 400,593       | 427,799          |              |

사쿠라자카46
| 순서         | 발매일          | 타이틀                     | 최고 순위    | 오리콘 판매량 | 빌보드 재팬 판매 |              |
| Sony Records | Sony Records    | Sony Records               | Sony Records | Sony Records  | Sony Records     | Sony Records |
| ------------ | --------------- | -------------------------- | ------------ | ------------- | ---------------- | ------------ |
| 1            | 2022년 8월 3일  | As you know? 애즈 유 노우? | 1위          |               |                  |              |
| 2            | 2025년 4월 30일 | Addiction 어딕션           | 1위          |               |                  |              |

#### 베스트 앨범
케야키자카46
| 순서         | 발매일          | 타이틀                                                                                             | 최고 순위    | 오리콘 판매량 | 빌보드 재팬 판매 |              |
| Sony Records | Sony Records    | Sony Records                                                                                       | Sony Records | Sony Records  | Sony Records     | Sony Records |
| ------------ | --------------- | -------------------------------------------------------------------------------------------------- | ------------ | ------------- | ---------------- | ------------ |
| 1            | 2020년 10월 7일 | 永遠より長い一瞬 〜あの頃、確かに存在した私たち〜 영원보다 긴 한 순간 ~그때, 확실히 존재했던 우리~ | 1위          |               |                  |              |

## 수상 목록
- 2023년 아시아 아티스트 어워즈 인기상
- 2023년 아시아 아티스트 어워즈 베스트 뮤지션상
- 2025년 2025 아시아 스타 엔터테이너 어워즈 더 플래티넘상

## 같이 보기
- 노기자카46
- 히나타자카46
- AKB48

### 내용주
1. ↑  최초 선발제 채용[29]. 2019년 9월 9일, 《케야키라고 쓸 수 없어?》 방송에서 9th 싱글 선발 발표가 있었고, 동년 12월 8일에 공식 사이트에서 9th 싱글 발매일을 재검토한다고 발표[30].
2. ↑  솔로곡만 참가.
3. ↑  뮤지컬 출연을 위해 공통 커플링만 참가[43].